# Карпенко Віктор Андрійович
Віктор Андрійович Карпенко (29 січня 1943, Совєтська Гавань — 10 січня 2008) — професор, кандидат технічних наук, ректор Севастопольського національного технічного університету, Заслужений працівник освіти України (2000).

## Біографія
Народився 29 січня 1943 року в місті Совєтська Гавань Хабаровського краю Росії. В 1966 році закінчив Севастопольський приладобудівний інститут.
В 1966—1977 роках — асистент, старший викладач кафедри «Деталі машин і механізмів»; в 1977—1999 роках — заступник декана, декан, доцент, проректор з навчальної роботи Севастопольського приладобудівного інституту. З 1999 року — ректор Севастопольського національного технічного університету.
В 1999—2000 роках був довіреною особою Президента України Л. Д. Кучми; в 2001—2002 роках — довіреною особою депутата Верховної Ради України І. В. Вернидубова.
Опублікував понад 70 наукових праць. Постійно виступав у засобах масової інформації.

Могила Віктора Карпенка

Помер 10 січня 2008 року. Похований в Севастополі на кладовищі Комунарів.

## Нагороди
- Почесна грамота Кабінету Міністрів України (2001);
- Почесна грамота за заслуги перед  Севастополем (2001);
- орден «Дмитра Солунського» (2002);
- нагрудний знак «Відмінник освіти України» (2003).